# Jan Doering (1873–1939)
Jan Doering (ur. 3 sierpnia 1873 w Wielbrandowie, zm. 16 października 1939 w Lesie Szpęgawskim) – kapłan diecezjalny, działacz społeczno-kulturalny.

## Życiorys
Syn Józefa Doeringa i Julianny z d. Falgowska. Miał siedmioro rodzeństwa. Święcenia kapłańskie otrzymał 1 kwietnia 1899 w kaplicy pw. św. Barbary Seminarium Duchownego w Pelplinie. W latach 1906–1907 był proboszczem Parafii św. Bartłomieja w Szembruku. W 1909 został pierwszym wikariuszem w Parafii w Wiśniewce. W latach 1913–1916 był proboszczem Parafii Najświętszego Serca Pana Jezusa w Legbądzie, w latach 1916–1939 proboszczem Parafii św. Barbary w Kokoszkowach k. Starogardu. Ponadto sprawował posługę duszpasterską w parafiach: Frydląd (1899–1900), Fordon (1901), Jeleńcz (1902–1904), Barłożno (1905), Leśno (1905), Starogard (1908), Wiśniewka (1909–1912). W latach 1916–1927 był aktywnym członkiem Rady Nadzorczej Banku Ludowego w Starogardzie. W dniu 24 listopada 1918 został wybrany na wiecu w Starogardzie zastępcą przewodniczącego Powiatowej Rady Ludowej. Od 1920 do 1939 był dziekanem starogardzkim. W 1927 poświęcił nowo wybudowany Kościół pw. św. Jana Chrzciciela w Suminie. 8 listopada 1930 „za zasługi na polu pracy narodowo-społecznej” Prezydent Rzeczypospolitej Ignacy Mościcki nadał Janowi Doeringowi Krzyż Kawalerski Orderu Odrodzenia Polski.
Słynął z kazań, w których porywał słuchaczy. Działał w polskich organizacjach kulturalnych i społecznych m.in. w Towarzystwie Naukowym w Toruniu (od 1899) oraz w Towarzystwie Czytelni Ludowych. Po wybuchu II wojny światowej został aresztowany przez Niemców 13 października 1939 i przewieziony do więzienia w Starogardzie Gdańskim, gdzie był torturowany. 16 października 1939 zamordowany w Lesie Szpęgawskim w masowej egzekucji, w ramach „Intelligenzaktion” – eksterminacji polskiej inteligencji na terenie Pomorza.